# Conduelo Píriz
Conduelo Píriz (17 lipca 1905--25 grudnia 1976) – piłkarz urugwajski, pomocnik.
Jako piłkarz klubu Club Nacional de Football znalazł się w kadrze reprezentacji Urugwaju na turniej Copa América 1929. Zagrał we wszystkich trzech meczach - z Paragwajem, Peru i Argentyną. W turnieju tym Urugwaj zajął trzecie miejsce za Argentyną i Paragwajem.
Będąc ciągle graczem klubu Club Nacional de Football znalazł się w kadrze reprezentacji Urugwaju biorącej udział w mistrzostwach świata w 1930 roku. Urugwaj zdobył tytuł mistrza świata, jednak Piriz nie wystąpił w żadnym ze spotkań.